# 上鹿折駅
上鹿折駅（かみししおりえき）は、宮城県気仙沼市字上東側根（かみひがしがわね）にある、東日本旅客鉄道（JR東日本）大船渡線BRT（バス高速輸送システム）のバス停留所である。元々は同社の大船渡線の鉄道駅であった。
BRT区間の駅では唯一、自社による車両運行ならびに乗降設備配備が行われていない。当駅の時刻表に関してはJR東日本公式サイトや各種乗換案内サイトなどで掲載しない例があり、他駅とは異なる扱いがなされている。

## 歴史
- 1932年（昭和7年）3月19日：開業[2]。
- 1962年（昭和37年）3月1日：貨物の取り扱いを廃止[2]。
- 1984年（昭和59年）2月1日：荷物扱いを廃止[2]。
- 1986年（昭和61年）11月1日：無人化[3]。
- 1987年（昭和62年）4月1日：国鉄分割民営化により、JR東日本の駅となる[2]。
- 2006年（平成18年）11月：駅舎改築。
- 2011年（平成23年）3月11日：東日本大震災により営業休止。
- 2013年（平成25年）3月2日：BRTにより運行を再開。ミヤコーバス鹿折金山線の気仙沼駅前 - 当駅前間をBRTとして運行[4]。
- 2020年（令和2年）4月1日：気仙沼駅 - 盛駅間の鉄道事業廃止により、鉄道駅としては廃駅となる[5][6]。

## 駅構造
かつての鉄道駅から西へ150メートルほど離れた道路上にある、ミヤコーバス「上鹿折駅前」停留所をBRTのりばとしている。停留所自体はミヤコーバス仕様のバス停ポールがあるのみである。なお、付近はフリー乗降区間に含まれるため、停留所以外の場所でも乗降可能であるが、BRT運賃は本停留所以南での乗降でなければ適用されない。

### 旧鉄道駅
気仙沼駅管理の無人駅で、相対式ホーム2面2線を有する地上駅であり、互いのホームは構内踏切で連絡していた。2011年の東日本大震災では津波が当駅の約3キロメートル下流にまで押し寄せたが、当駅施設に特段の被害は出なかった。

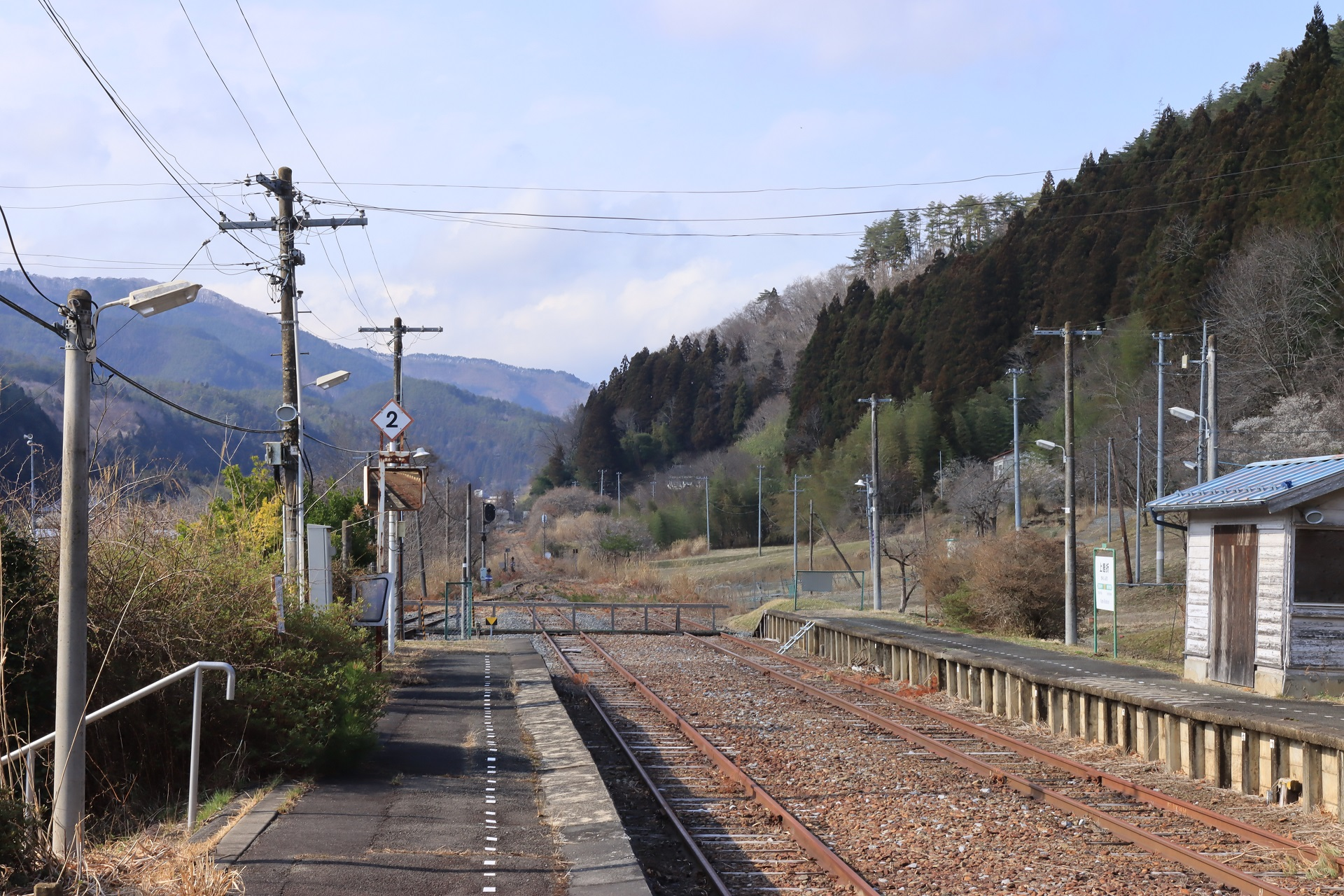
廃線となる直前の駅ホーム（2020年3月）

のりば
| ホーム | 路線      | 方向 | 行先               |
| ------ | --------- | ---- | ------------------ |
| 駅舎側 | ■大船渡線 | 下り | 陸前高田・盛方面   |
| 反対側 | ■大船渡線 | 上り | 気仙沼・一ノ関方面 |

## 駅周辺
気仙沼市北部、鹿折川沿いの狭い山間部であり、住宅や農地が混在している。
- 宮城県道・岩手県道34号気仙沼陸前高田線 - BRTが経由する道路。当駅のBRTのりばもこの道路上に設置されている。
- 宮城県道211号上鹿折停車場線 - 鉄道駅時代の当駅と県道34号をつなぐ。交差点付近にBRTのりばがある。
- 角星白山製造場 - 2015年に閉校した白山小学校の施設を活用[7]。

## 隣の停留所
東日本旅客鉄道（JR東日本）
■大船渡線BRT*
鹿折唐桑駅（鹿折唐桑駅前） - （この間14停留所） - 上鹿折駅（上鹿折駅前）
*：ミヤコーバス鹿折金山線をBRTとして運行

### かつて存在した鉄道路線
東日本旅客鉄道（JR東日本）
■大船渡線
鹿折唐桑駅 - 上鹿折駅 - 陸前矢作駅